# Robert Henry
Robert Henry (18 de fevereiro de 1713 – 24 de novembro de 1790) foi um historiador e ministro escocês, reconhecido principalmente por sua obra The History of Great Britain: From the First Invasion of it by the Romans Under Julius Cæsar. Written on a New Plan (em tradução livre: História da Grã-Bretanha desde a Primeira Invasão Romana sob Júlio César, Escrita em um Novo Plano).

## Biografia
Robert Henry nasceu em 18 de fevereiro de 1718, filho de Jean Galloway e James Henry, um fazendeiro da propriedade de Muirton, nas proximidades de St. Ninians, no condado de Stirlingshire.
Foi educado inicialmente na escola paroquial de St Ninian e, em seguida, na escola secundária de Stirling. Posteriormente, ingressou na Universidade de Edimburgo. Após um período como professor na escola de Annan, entrou para a Igreja da Escócia, sendo licenciado para pregar pelo presbitério de Annan em 1746. No entanto, por não encontrar um patrono, não foi imediatamente nomeado. Foi finalmente ordenado em 1748, na cidade de Carlisle, logo após a fronteira escocesa, e, em 1760, transferido para Berwick-upon-Tweed, também localizada próxima à fronteira (as regras de patronato na Inglaterra eram diferentes das escocesas).
Em junho de 1763, casou-se com Anne Balderston (falecida em 1800).

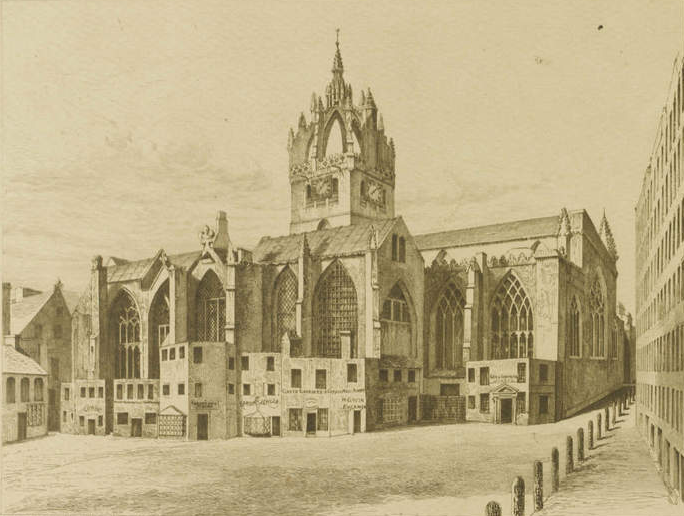
Catedral de Santo Egídio no século XVIII

Em maio de 1768, assumiu pela primeira vez um cargo eclesiástico na Escócia, como ministro da igreja New Greyfriars, em Edimburgo. Em julho de 1770, recebeu o título de Doutor em teologia (Doctor of Divinity) pela Universidade de Edimburgo. Na época, residia na Bristo Street, ao sul da igreja.
Em 1774, atuou como Moderador da Assembleia Geral da Igreja da Escócia.
Dois anos depois, em 1776, foi transferido da New Greyfriars para a Old Kirk, na Catedral de Santo Egídio, onde permaneceu até sua morte.
Em 1783, foi um dos fundadores da Sociedade Real de Edimburgo.
Faleceu em 24 de novembro de 1790, em sua residência na Merchant Street, ao sul da Catedral de Santo Egídio, em Edimburgo. Foi sepultado no cemitério da igreja de Polmont, junto à família. Seu sucessor no cargo em St Giles foi Henry Grieve.

## Obras
Robert Henry é autor de History of Great Britain (História da Grã-Bretanha), publicada entre 1771 e 1785. A obra abrange o período que vai da chegada dos romanos à Grã-Bretanha até o reinado de Henrique VIII. Sua principal inovação estava na estrutura: em vez de seguir uma narrativa cronológica contínua, Henry organizou o conteúdo em capítulos temáticos e independentes. Entre os temas abordados estão: história civil e militar; história eclesiástica e da religião; história da constituição, dos governos, reis e tribunais; desenvolvimento do conhecimento, erudição e instituições de saber; artes úteis e ornamentais; comércio, preços e mercadorias; além de costumes, virtudes, vícios, língua, vestimenta, dieta e formas de lazer.
Embora a primeira edição tenha sido financiada pelo próprio autor, o sucesso da obra permitiu que Henry vendesse os direitos autorais por uma quantia significativa.

### Lista
- The History of Great Britain: From the First Invasion of it by the Romans Under Julius Cæsar. Written on a New Plan. Londres: T. Cadell, 1771-1785.
- Revelation: The Most Effectual Means of Civilising and Reforming Mankind, 1773.